# Демидова, Наталья Фёдоровна
Ната́лья Фёдоровна Деми́дова (27 октября 1920, с. Новый Посёлок, Орловская губерния — 20 января 2015, Москва) — историк, архивист; доктор исторических наук (1990), специалист по истории России.

## Биография
Родилась в семье сельских учителей. В 1933 г. приехали в Москву.
Окончила школу, что в районе Бакунинской улицы.
Поступала в ИФЛИ, но не прошла по конкурсу.
В 1942 г. окончила Московский историко-архивный институт (училась с 1938). Вспоминала, что "работала в Рязани, заведовала архивом Октябрьской революции и социалистического строительства. Это было тяжёлое, голодное время. По архивам прислали приглашение в аспирантуру – на заочное отделение, в том числе и на кафедру вспомогательных исторических дисциплин. А я два года только отработала. Тем не менее удалось приехать в Москву без пропуска, тогда необходим был пропуск для въезда в город. Познакомилась с Александром Игнатьевичем, который сказал: «Зачем Вам заочная аспирантура, идите в очную», и я пошла в очную. Потом, сразу не защитившись, стала работать в РГАДА".
Аспиранткой А. И. Андреева сперва и была.
Работала научным сотрудником Центрального государственного архива древних актов (1946—1964), затем — в Историческом музее (1964—1967), Институте Дальнего Востока АН СССР (1967—1976), Институте истории СССР (1976—1992), Российском государственном архиве древних актов (1993—1998).
Кремирована на Николо-Архангельском кладбище.

## Научная деятельность
В 1955 г. защитила кандидатскую диссертацию. «Башкирское восстание 1735—1736 гг.» (1955), в 1988 — докторскую диссертацию.
Основные направления исследований — социально-экономические отношения, организация государственного управления в России в XVI—XVIII веках; восточное направление внешней политики России; археография; геральдика; источниковедение; сфрагистика.
Участвовала в подготовке многотомного сборника документов «Материалы по истории Башкирской АССР» (тт. 3-6). В фондах Центрального государственного архива древних актов обнаружила «Донесение А. И. Тевкелева В. Н. Татищеву» — документ, позволивший установить дату основания Челябинской крепости (впервые опубликован в 1956).
Автор книг и статей.

### Избранные труды
Источник — электронные каталоги РНБ
- Демидова Н. Ф. Башкирское восстание 1735—1736 гг. : Автореферат дис. … канд. ист. наук. — М., 1956. — 16 с.
- Демидова Н. Ф. Первые русские дипломаты в Китае : («Роспись» И. Петлина и статейный список Ф. И. Байкова). — М.: Наука, 1966. — 159 с.
- Демидова Н. Ф. Служилая бюрократия в России XVII в. и её роль в формировании абсолютизма / Отв. ред. А. А. Преображенский. — М. : Наука, 1987. — 228 с.
- Демидова Н. Ф. Служилая бюрократия в России XVII в. и её роль в формировании абсолютизма : Автореф. дис. … д-ра ист. наук. — М., 1988. — 44 с.
- Демидова Н. Ф. Служилая бюрократия в России XVII века (1625—1700) : биографический справочник. — М.: Памятники исторической мысли, 2011. — 719 с.
- Демидова Н. Ф. Экономические и социальные отношения в Башкирии в первой половине XVIII века / Под ред. Н. В. Устюгова. — М.; Л. : Изд-во Акад. наук СССР, 1949. — 692 с. — (Материалы по истории Башкирской АССР ; Т. 3)
- Демидова Н. Ф., Морозова Л. Е., Преображенский А. А. Первые Романовы на российском престоле. — М. : Изд. центр ИРИ, 1996. — 218 с.
  - Преображенский А. А., Морозова Л. Е., Демидова Н. Ф. Первые Романовы на Российском престоле. — М. : Рус. слово, 2000. — 455 с.
  - Преображенский А. А., Морозова Л. Е., Демидова Н. Ф. Первые Романовы на российском престоле. — 3-е изд. — М.: Русское слово, 2011. — 455 с. — (История в лицах).
- История Уфы. — Уфа, 1981 (соавт.)
- Управление Башкирией в первой трети XYIII в. // Исторические записки. — 1961. — Т. 87.
- Печать Салавата Юлаева // Вопросы архивоведения. — 1961. — № 2.
- Землевладение и землепользование в Уфимском уезде XVI—XVIII. // Ежегодник по аграрной истории : 1962. — Минск, 1964.
- Отражение политики русского правительства в Башкирии в гербах и печатях её городов // Южно-уральский археографический сборник. — Уфа, 1973. — Вып.1.